# Star Sixes
Star Sixes est une compétition internationale de football en salle à six dans laquelle d'anciens footballeurs internationaux sont choisis pour représenter l'équipe nationale pour laquelle ils ont joué. L'édition inaugurale a eu lieu en juillet 2017 à Londres, en Angleterre, à l'O2 Arena,,.

## Format
Pour l'édition inaugurale, toutes les équipes qui participent dispose d'un effectif de dix joueurs, dont six sont sur le terrain, dont un capitaine. Les équipes sont choisies par le capitaine de l'équipe et les organisateurs du tournoi. Il y a trois groupes de quatre. Dans les groupes, chaque équipe se joue une fois et les deux premiers de chaque groupe, ainsi que les deux meilleures troisièmes, se qualifient pour les quarts de finale, avant de faire face à une place en demi-finale et à une finale subséquente. Six matchs de groupe (deux de chaque groupe) ont lieu le premier, le deuxième et le troisième jour. Les quarts de finale ont lieu le troisième jour et les demi-finales, le match pour la troisième place ainsi que la finale le dernier jour de la compétition. Il n'y a pas de prolongation ou de tirs au but en phase de groupes, mais une séance de tirs au but est jouée si un match éliminatoire se termine sur un nul. Les matches de groupe durent vingt minutes, tandis que les matchs éliminatoires durent trente minutes ; avec un court temps de pause à la mi-temps.

## Édition 2017

### Joueurs
| Pays       | Joueur 1                 | Joueur 2           | Joueur 3            | Joueur 4         | Joueur 5        | Joueur 6        | Joueur 7         | Joueur 8           | Joueur 9          | Joueur 10       |
| ---------- | ------------------------ | ------------------ | ------------------- | ---------------- | --------------- | --------------- | ---------------- | ------------------ | ----------------- | --------------- |
| Brésil     | Rivaldo (C)              | Roberto Carlos     | Juliano Belletti    | Gilberto Silva   | Elano           | Dida            | Juninho          | Djalminha          | Júlio Baptista    | Amaral          |
| Chine      | Peng Weiguo (C)          | Peng Weijun        | Yao Xia             | Fu Bin           | Liang Jianfeng  | Jiang Feng      | Wei Qun          | Liu Cheng          | Chen Yongqiang    | Hu Zhijun       |
| Danemark   | Stig Tøfting (C)         | Martin Jørgensen   | John Sivebæk        | Daniel Jensen    | Mads Junker     | Mikkel Beckmann | Chris Sørensen   | Hjalte Nørregaard  | Per Krøldrup      | Jan Hoffmann    |
| Angleterre | Steven Gerrard (C)       | Michael Owen       | David James         | Emile Heskey     | Phil Neville    | Danny Murphy    | Paul Merson      | Lee Hendrie        | Wes Brown         | Luke Young      |
| France     | Robert Pirès (C)         | Olivier Dacourt    | William Gallas      | Éric Abidal      | Ludovic Giuly   | Sébastien Frey  | Marcel Desailly  | Youri Djorkaeff    | Bruno Cheyrou     | Vincent Candela |
| Allemagne  | Michael Ballack (C)      | Marco Reich        | Simon Rolfes        | Dietmar Hamann   | Kevin Kurányi   | Jörg Albertz    | Jens Nowotny     | Timo Hildebrand    | Maurizio Gaudino  | Dariusz Wosz    |
| Italie     | Alessandro Del Piero (C) | Simone Barone      | Fabrizio Ravanelli  | Paolo Di Canio   | Angelo Di Livio | Stefano Fiore   | Marco Delvecchio | Marco Amelia       | Massimo Oddo      | Luciano Zauri   |
| Mexique    | Jared Borgetti (C)       | Luis Hernández     | Alberto García Aspe | Joaquín Reyes    | Braulio Luna    | Mario Méndez    | Miguel Zepeda    | Alberto Rodríguez  | Héctor Altamirano | Erubey Cabuto   |
| Nigeria    | Jay-Jay Okocha (C)       | Celestine Babayaro | Daniel Amokachi     | Julius Aghahowa  | Garba Lawal     | Joseph Yobo     | Taribo West      | Victor Ikpeba      | Peter Rufai       | Uche Okechukwu  |
| Portugal   | Deco (C)                 | Maniche            | Vítor Baía          | Fernando Couto   | José Bosingwa   | Nuno Gomes      | Raul Meireles    | Paulo Ferreira     | Hélder Postiga    | Luís Boa Morte  |
| Écosse     | Dominic Matteo (C)       | Don Hutchison      | Robert Douglas      | Christian Dailly | Simon Donnelly  | Paul Dickov     | Barry Ferguson   | Jackie McNamara    | Mark Burchill     | Richard Hughes  |
| Espagne    | Carles Puyol (C)         | Gaizka Mendieta    | Míchel Salgado      | Luis García      | David Albelda   | Pedro Contreras | Alfonso Pérez    | Fernando Morientes | Carlos Marchena   | Joan Capdevila  |

Maik Taylor est un gardien de réserve pour toutes les équipes.
Colin Hendry est un remplaçant pour l'Écosse.

### Phase de groupes

#### Groupe A
| Rang | Équipe     | Pts | J | G | N | P | Bp | Bc | Diff |
| ---- | ---------- | --- | - | - | - | - | -- | -- | ---- |
| 1    | Espagne    | 9   | 3 | 3 | 0 | 0 | 12 | 2  | +10  |
| 2    | Angleterre | 6   | 3 | 2 | 0 | 1 | 6  | 6  | 0    |
| 3    | Écosse     | 3   | 3 | 1 | 0 | 2 | 4  | 10 | -6   |
| 4    | Mexique    | 0   | 3 | 0 | 0 | 3 | 3  | 7  | -4   |

#### Groupe B
| Rang | Équipe  | Pts | J | G | N | P | Bp | Bc | Diff |
| ---- | ------- | --- | - | - | - | - | -- | -- | ---- |
| 1    | Brésil  | 9   | 3 | 3 | 0 | 0 | 12 | 1  | +11  |
| 2    | Italie  | 6   | 3 | 2 | 0 | 1 | 7  | 5  | +2   |
| 3    | Nigeria | 3   | 3 | 1 | 0 | 2 | 4  | 7  | -3   |
| 4    | Chine   | 0   | 3 | 0 | 0 | 3 | 4  | 14 | -10  |

#### Groupe C
| Rang | Équipe    | Pts | J | G | N | P | Bp | Bc | Diff |
| ---- | --------- | --- | - | - | - | - | -- | -- | ---- |
| 1    | Danemark  | 5   | 3 | 1 | 2 | 0 | 9  | 7  | +2   |
| 2    | France    | 4   | 3 | 1 | 1 | 1 | 7  | 7  | 0    |
| 3    | Allemagne | 4   | 3 | 1 | 1 | 1 | 6  | 7  | -1   |
| 4    | Portugal  | 3   | 3 | 1 | 0 | 2 | 8  | 9  | -1   |

### Phase à élimination directe
|  | Quarts de finale             | Quarts de finale             |                              |                              | Demi-finales              | Demi-finales              |   |  | Finale                       | Finale                       |
|  | Quarts de finale             | Quarts de finale             |                              |                              | Demi-finales              | Demi-finales              |   |  | Finale                       | Finale                       |
|  |                              |                              |                              |                              |                           |                           |   |  |                              |                              |
|  | 15 juillet, 19 h 30, Londres | 15 juillet, 19 h 30, Londres |                              |                              | 16 juillet, 19 h, Londres | 16 juillet, 19 h, Londres |   |  | 16 juillet, 21 h 20, Londres | 16 juillet, 21 h 20, Londres |
|  | 15 juillet, 19 h 30, Londres | 15 juillet, 19 h 30, Londres |                              |                              | 16 juillet, 19 h, Londres | 16 juillet, 19 h, Londres |   |  | 16 juillet, 21 h 20, Londres | 16 juillet, 21 h 20, Londres |
|  | Espagne                      | 8                            |                              |                              | 16 juillet, 19 h, Londres | 16 juillet, 19 h, Londres |   |  | 16 juillet, 21 h 20, Londres | 16 juillet, 21 h 20, Londres |
|  | Espagne                      | 8                            |                              |                              | 16 juillet, 19 h, Londres | 16 juillet, 19 h, Londres |   |  | 16 juillet, 21 h 20, Londres | 16 juillet, 21 h 20, Londres |
|  | Nigeria                      | 1                            |                              |                              | 16 juillet, 19 h, Londres | 16 juillet, 19 h, Londres |   |  | 16 juillet, 21 h 20, Londres | 16 juillet, 21 h 20, Londres |
|  | Nigeria                      | 1                            | Espagne                      | 2                            |                           |                           |   |  | 16 juillet, 21 h 20, Londres | 16 juillet, 21 h 20, Londres |
|  | 15 juillet, 20 h 15, Londres |                              | Espagne                      | 2                            |                           |                           |   |  | 16 juillet, 21 h 20, Londres | 16 juillet, 21 h 20, Londres |
|  |                              | France                       | 5                            |                              |                           |                           |   |  | 16 juillet, 21 h 20, Londres | 16 juillet, 21 h 20, Londres |
|  | Italie                       | France                       | 5                            | 2                            |                           |                           |   |  | 16 juillet, 21 h 20, Londres | 16 juillet, 21 h 20, Londres |
|  | Italie                       |                              |                              | 2                            |                           |                           |   |  | 16 juillet, 21 h 20, Londres | 16 juillet, 21 h 20, Londres |
|  | France                       | 4                            |                              |                              |                           |                           |   |  | 16 juillet, 21 h 20, Londres | 16 juillet, 21 h 20, Londres |
|  | France                       | 4                            | France                       | 2                            |                           |                           |   |  |                              |                              |
|  | 15 juillet, 21 h 05, Londres |                              | France                       | 2                            |                           |                           |   |  |                              |                              |
|  |                              | Danemark                     | 1                            |                              |                           |                           |   |  |                              |                              |
|  | Brésil                       | Danemark                     | 1                            | 3                            |                           |                           |   |  |                              |                              |
|  | Brésil                       | 16 juillet, 19 h 45, Londres |                              | 3                            |                           |                           |   |  |                              |                              |
|  | Allemagne                    | 1                            |                              |                              |                           |                           |   |  |                              |                              |
|  | Allemagne                    | 1                            | Brésil                       | 2                            |                           |                           |   |  |                              |                              |
|  | 15 juillet, 21 h 50, Londres | 15 juillet, 21 h 50, Londres | Brésil                       | 2                            | Match pour la 3e place    | Match pour la 3e place    |   |  |                              |                              |
|  | 15 juillet, 21 h 50, Londres | 15 juillet, 21 h 50, Londres |                              | Danemark                     | Match pour la 3e place    | Match pour la 3e place    | 4 |  |                              |                              |
|  | Danemark                     | 3                            | 16 juillet, 20 h 35, Londres | 16 juillet, 20 h 35, Londres |                           |                           | 4 |  |                              |                              |
|  | Danemark                     | 3                            | 16 juillet, 20 h 35, Londres | 16 juillet, 20 h 35, Londres |                           |                           |   |  |                              |                              |
|  | Angleterre                   | 1                            |                              | Espagne                      | 11                        |                           |   |  |                              |                              |
|  | Angleterre                   | 1                            |                              | Espagne                      | 11                        |                           |   |  |                              |                              |
|  |                              |                              |                              |                              |                           |                           |   |  | Brésil                       | 3                            |
|  |                              |                              |                              |                              |                           |                           |   |  | Brésil                       | 3                            |